# Маргарян Андранік Наапетович
Андранік Наапетович Маргарян (вірм. Անդրանիկ Մարգարյան; 12 червня 1951 — 25 березня 2007) — вірменський політичний і державний діяч, прем'єр-міністр Вірменії з 2000 до 2007 року.

## Біографія
- 1967–1972 — факультет технічної кібернетики Єреванського політехнічного інституту. Інженер обчислювальних машин.
- З 1968 — член Національної об'єднаної партії, що за радянських часів діяла підпільно, з 1973 — член ради НОП.
- 1972–1974 — працював у Єреванській філії Всесоюзного науково-дослідного інституту газової промисловості науковим співробітником, старшим інженером.
- 1974–1976 — був заарештований та ув'язнений.
- 1977–1978 — головний інженер науково-дослідного інституту енергетики Вірменії.
- 1978–1979 — начальник відділу електронних обчислювальних машин Єреванського електротехнічного заводу.
- 1979–1990 — начальник відділу електроніки республіканського інформаційно-обчислювального центру Міністерства торгівлі Вірменії.
- 1990–1994 — керівник відділу інформації державного управління спеціальних програм.
- З 1992 — член Республіканської партії Вірменії. Голова ради РПА (1993–1997, 1998–2005).
- З 1998 — член союзу добровольців Єркрапа (СДЄ), згодом — член Правління СДЄ.
- 1994–1995 — молодший науковий співробітник в альма-матер.
- 1995–1999 — депутат парламенту. Член постійної комісії з державно-правових питань.
- З 30 травня 1999 — депутат парламенту. Член постійної комісії з питань науки, освіти, культури й молоді.
- 2000–2007 — прем'єр-міністр Вірменії.
- 25 березня 2007 помер від зупинки серця.

Був нагороджений орденом Святого Месропа Маштоца, медалями «Вазген Саркісян», «Гарегін Нжде», медаллю поліції Вірменії «Арам Манукян» і медаллю «Нансен».